# Asus PadFone
Asus PadFone este un smartphone fabricat de Asus și a fost lansat în aprilie 2012. Acest telefon este comercializat cu accesorii de andocare pentru tablete și tastatură, care îmbunătățesc funcționalitatea și durata de viață a bateriei. Acesta se potrivește într-o stație de andocare pentru tablete de 10 inci. Nu trebuie confundat cu Asus PadFone mini 4.3, dezvăluit de Asus în decembrie 2013, deoarece acesta rulează pe Android 4.3 Jelly Bean și utilizează interfața ZenUI dezvoltată de Asus.

## Specificații

### Hardware
Asus PadFone are un ecran IPS + LED retroiluminat cu o diagonală de 4 inci (480 x 800 pixeli). Asus PadFone mini are un spațiu de stocare încorporat de 8 GB, o cameră principală f/2.0 BSI de 8 megapixeli "PixelMaster," o cameră frontală de 2 megapixeli și o baterie de 4.5Wh, 1170mAh din polimer, care nu poate fi detașată. Stația de andocare a tabletei are o baterie de polimer de 8,3Wh, 2100mAh nedemontabilă pentru a completa acest lucru.

### Software
Asus PadFone este livrat cu Android 4.3 Jellybean.

## Succesori
Succesorul acestui telefon este PadFone 2, care a fost lansat în octombrie 2012. Acesta dispune de un ecran Super IPS+ de 4,7 inch cu rezoluție HD (1280 × 720). Camera sa este capabilă să înregistreze videoclipuri în format 1080p (Full HD) la 30 de cadre pe secundă și 720p (HD) la 60 de cadre pe secundă.
Succesorul lui PadFone 2 este PadFone Infinity, care a fost lansat în aprilie 2013. Acesta prezenta un ecran Super IPS+ de 5 inci cu afișaj Super HD și rezoluție de 1920 x 1200 pixeli, având o densitate de 441 ppi.
Succesorul lui PadFone Infinity este PadFone X pentru piața SUA, care a fost lansat în iunie 2014, și PadFone S pentru restul lumii.
PadFone S (PF500KL) a fost lansat în iulie 2014. Camera foto este capabilă să înregistreze videoclipuri în format 2160p (4K) la 12-15 cadre pe secundă, 1080p la 30 de cadre pe secundă și 720p la 60 de cadre pe secundă.